# Ca' Zenobio degli Armeni
Ca' Zenobio degli Armeni è un palazzo di Venezia, situato nel sestiere di Dorsoduro, sulla fondamenta del Soccorso, nel tratto tra Campo dei Carmini e Campo San Sebastian, a pochi passi da Palazzo Ariani (a cui si collega tramite il ponte del Soccorso) e Palazzo Foscarini (tramite ponte Foscarini).

## Storia
Progetto realizzato a cavallo tra XVII e XVIII secolo da Antonio Gaspari (allievo del più noto architetto Baldassare Longhena), l'attuale Ca' Zenobio è costruita a partire da un edificio gotico preesistente, già sede dal 1664 della nobile famiglia di origine veronese degli Zenobio, per i quali l'edificio fu progettato e al quale diedero il nome.
A metà Ottocento, estintasi la casata e passati più proprietari tra i quali gli Albrizzi, diviene sede dei Mechitaristi Armeni di Venezia, ai quali si deve la seconda parte del nome.
Nel primo Novecento la struttura ha beneficiato di un restauro ad opera dell'architetto veneziano Vincenzo Rinaldo.
Attualmente ancora di proprietà degli Armeni, il palazzo è spesso parzialmente affittato per essere sede di mostre, concerti o ricevimenti.
Le sontuose sale barocche del palazzo sono state luogo di ambientazione di celebri videoclip musicali: nel 1984 vi fu girato il video di Like a Virgin di Madonna, nel 2004 il videoclip di Vivimi di Laura Pausini.

## Descrizione

### Esterni

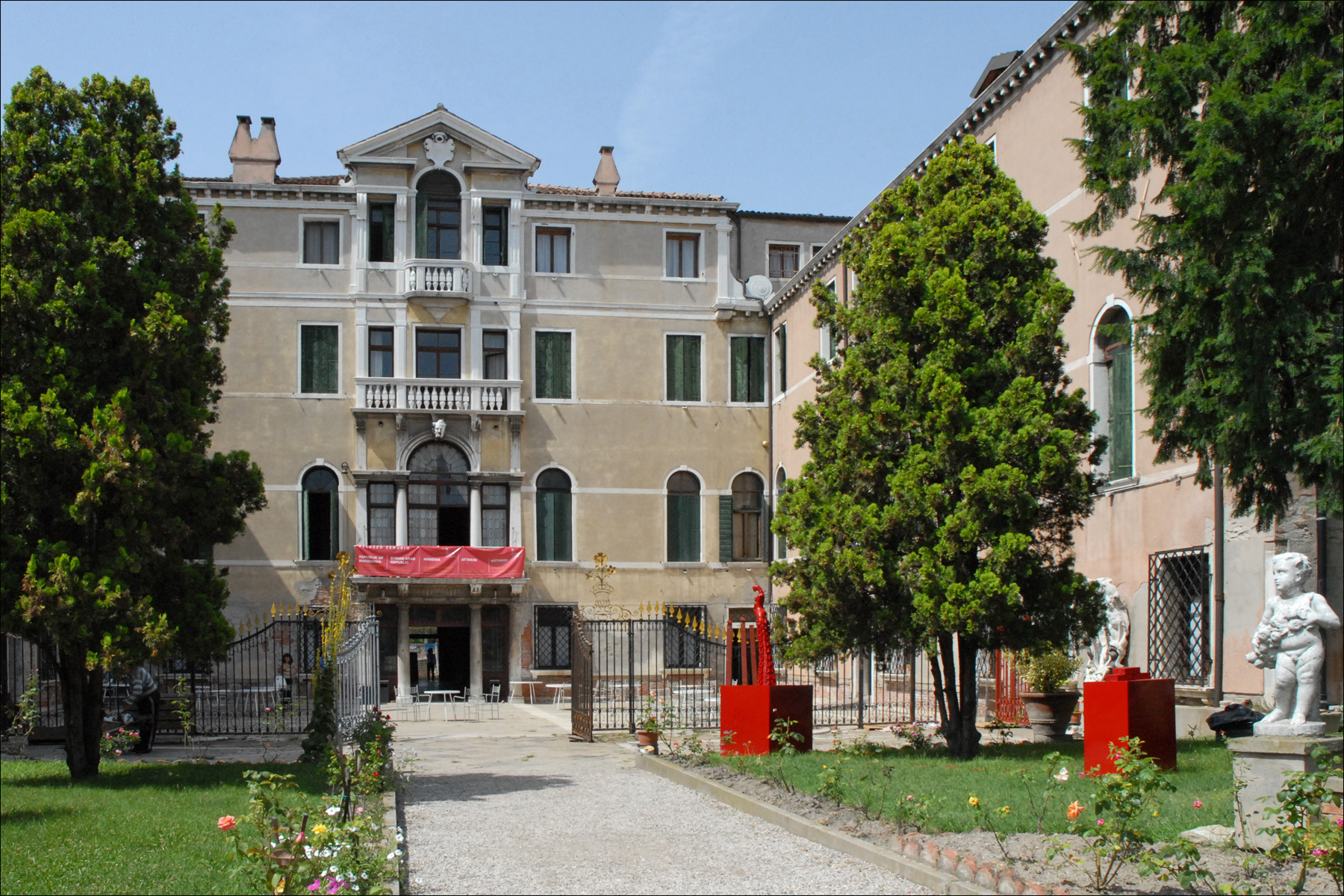
La facciata sul giardino.

Ca' Zenobio è un edificio barocco, con un'importante facciata che si allunga sul rio che collega la Chiesa dei Carmini alla Chiesa dell'Angelo Raffaele. Tale facciata, su tre livelli più ammezzato di sottotetto rispettanti una rigorosa simmetria, si caratterizza per la lunghezza e per le tante aperture: ben 46 monofore, alle quali si aggiungono tre ingressi al pian terreno e la forometria della parte centrale dei due piani nobili; al primo piano nobile è presente una serliana con mascherone, mentre al secondo tre aperture rettangolari sono inscritte in una cornice lapidea terminata da un grande timpano occupante l'altezza del mezzanino.
Un grande giardino sul retro confina col complesso dei Carmini: tale spazio è coerente con la struttura a U del palazzo, dovuta a due braccia che si allungano a partire dai lati del blocco principale dell'edificio, una delle quali ospita ancora la biblioteca. Sulla facciata che guarda sul giardino sono presenti due serliane, poste nella parte centrale più alta, culminante in un frontone.

### Interni
Dentro vanno citate almeno alcune delle numerose e ricche parti:
- Salone da Ballo o Sala degli Specchi: è la stanza più importante del palazzo, con affreschi prospettico-illusionistici di Louis Dorigny (autore a Venezia anche degli affreschi di Ca' Tron), sui quali mise mano anche il primo Giambattista Tiepolo;
- Sala degli Stucchi, quest'ultima affrescata da Gregorio Lazzarini e abbellita da tele di Luca Carlevarijs.
- Cappella: un piccolo edificio religioso, in origine cappella privata degli Zenobio, ha sede dentro le mura del palazzo, conservando molto dell'originario assetto settecentesco.

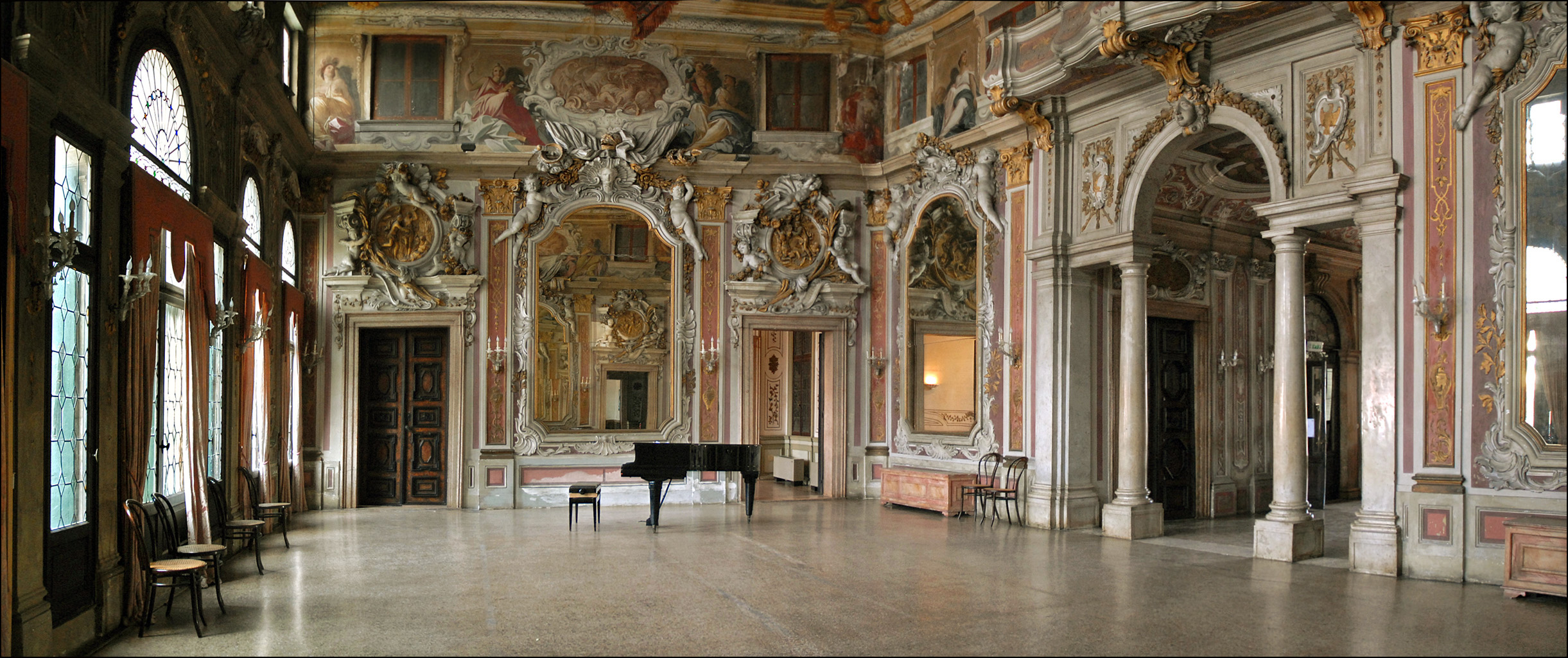
Il Salone da Ballo.